# Vanadate de strontium
Plusieurs composés de l'oxygène, du vanadium et du strontium sont appelés vanadates de strontium, de formules, :
- SrVO3 ;
- SrV2O6 ou Sr(VO3)2[a] ;
- Sr2VO6 ;
- Sr2V2O7 (pyrovanadate) ;
- Sr3V2O8 ou Sr3(VO4)2 (orthovanadate) ;
- Sr4VO7.

## SrVO3
Le composé SrVO3 cristallise dans la structure pérovskite. Il fait partie des rares matériaux à la fois conducteurs de l'électricité et transparents dans le spectre visible, essentiels pour la fabrication de panneaux photovoltaïques et d'écrans tactiles, et à la différence de l'oxyde d'indium-étain (ITO) il peut être préparé à faible coût,,.